# Слуцький Євген Євгенович
Євген Євге́нович Слу́цький (* 19 квітня 1880 — 10 березня 1948), економіст, статистик і математик.

## Життєпис
Євген Слуцький родом з Ярославської губернії.
Гімназію закінчив у Житомирі, високі студії у Київському університеті та в Мюнхенській Політехніці. 1913—1926 викладач політекономії й статистики в Київському комерційному інституті, згодом у Москві, де працював у Кон'юнктурному інституті, Центральному статистичному управлінні та в Математичному інституті АН СРСР.

## Наукова діяльність
Найвидатнішим економістом-математиком, який справив величезний вплив на розвиток сучасних економіко-математичних досліджень, був Є. Слуцький (1880—1948), викладач Київського комерційного інституту (1913—1926). Він зробив визначний внесок у розвиток математичних, математико-статистичних досліджень. Його твір «Теорія кореляції і елементи вчення про криві розподілу» (1912) був тривалий час найліпшим посібником з математичної статистики. 1915 року Є. Слуцький опублікував в італійському журналі статтю «До теорії збалансованого бюджету споживача», яку лише 1963 p. було передруковано в Москві. У цій статті вчений показав зв'язок між функцією корисності і рухом цін і грошових доходів населення. Ця праця вважається основоположною серед сучасних економіко-математичних досліджень проблем попиту і взаємозв'язку між функцією попиту, рухом цін та доходів.
1915 опублікував італійською мовою в журналі «Giornale degli economisti» статтю «До теорії збалансованого бюджету споживача», в якій уперше в світовій літературі математично обґрунтував принцип рівноваги попиту споживача, поєднавши граничні суб'єктивні оцінки вартості з коливанням цін і грошових доходів споживача (в 1930-х роках ця стаття лягла в основу теорії попиту й споживання англійської школи математичних економістів); 1926 в «Записках соціально-економічного відділу УАН» у статті «Етюд до проблеми будування формально-праксеологічних засад економіки» Слуцький вперше виклав теорію так званої «праксеології», тобто раціональних рішень при різних комбінаціях умов (в 1950-х роках ця теорія знайшла послідовників у Польщі — О. Лянґе, та серед інших західних економістів-кібернетиків).
У 1926 Слуцький висунув нову тоді теорію границь стохастичних функцій, на підставі якої побудував математичну теорію циклів, що виникають з випадкових причин (статті про це опублікував 1937 в американському журналі «Econometrica»). Працюючи в Москві, написав ряд праць про економічні цикли в СРСР і за кордоном. Після розгрому Кон'юнктурного інституту і заборони вживати математичну статистику для аналізу радянської економіки, Слуцький вживав її й свою теорію випадкових циклів у застосуванні до геофізики, гідрології, метеорології, астрономії й біології, що зумовило перегляд способів статистичних доказів випадкових і періодичних циклічних закономірностей у цих науках у СРСР.
В останній період свого життя Слуцький перейшов до чистої математики, опрацьовуючи такі теми, як аксіоматизація теорії імовірностей та частоти подій у послідовності незалежних вибірок, теорія неповної ґамма-функції та оберненої неповної бета-функції і т. д. В радянській математиці Слуцький вважався основоположником теорії випадкових функцій.

## Світове визнання
Всесвітнє визнання принесла Слуцькому праця «Складання випадкових причин як джерело циклічних процесів» (1927), в якій учений надав дослідженням кон'юнктурних коливань нового напряму: пояснював коливання економічної кон'юнктури не чинниками, що впливають на ділову активність (М.Туган-Барановський, М.Кондратьєв), а випадковими (стохастичними) процесами, які вивчає теорія ймовірностей. Висновки Слуцького засвідчили необхідність перегляду спроб статистичного доведення періодичних закономірностей в економіці, геофізиці, метеорології та ін. У 1920-ті рр. відкриття Слуцького високо оцінили М.Кондратьєв, а також майбутній лауреат Нобелівської премії С.Кузнец. У 1930-ті рр. на основі «ефекту Слуцького — Юла» перший Нобелівський лауреат з економіки (1969) Р.Фріш (Норвегія) створив імпульсивно-поширювальний підхід до моделювання економічних циклів, який широко застосовується в науці (У. Мейєр, Дж. Кумінс, І.Венезіан, П.Чен та ін.). Нобелівські лауреати (2004) Ф.Кюдланд та Е.Прескотт (США) розробили методологію аналізу динамічних стохастичних моделей загальної рівноваги з раціональними очікуваннями агентів.
Уже в 30-ті роки ця праця здобула високу оцінку закордонних економістів, зокрема Р. Аллена і Дж. Гікса, які виявили її в італійському журналі. Ідеї Є. Слуцького лягли в основу книжки Дж. Гікса «Вартість і капітал» (1939). У ній Гікс високо оцінює наукові розробки Є. Слуцького й наголошує, що він був першим економістом, котрий зробив значний крок наперед у порівнянні з «неокласиками» і з Парето. Хоча Гікс і дізнався про статтю Слуцького тільки тоді, коли основні ідеї його власної праці були опубліковані в журналі «Economica»(1934), це не завадило йому визнати, що «теорія, яку буде викладено в цьому і двох наступних розділах (праці „Вартість і капітал“), належить, по суті, Слуцькому…».
Про величезний вплив праць Є. Слуцького на розвиток економічної науки та, зокрема, економетрики писав Р. Аллен. Ще 1936 p. він опублікував працю, присвячену Слуцькому, в якій дав високу оцінку його теорії поведінки споживача.
1950 p. Аллен в журналі «Економетрика» опублікував нову статтю, присвячену Слуцькому. Він писав, що праці Слуцького мали великий і сталий вплив на розвиток економетрики у двох важливих напрямах: теорії поведінки споживачів і аналізі часових рядів.
Високо оцінюють економісти та внесок Слуцького в розробку основ праксеології. В «Етюді до проблеми будування формально-праксеологічних засад економіки», що його було опубліковано українською і німецькою мовами, Слуцький уперше у світовій літературі поставив питання про необхідність формування особливої науки — праксеології, яка б розробляла принципи раціональної поведінки людей за різних умов.
Ідеї Є. Слуцького, з дещо модернізованим математичним апаратом, широко використані у творах закордонних економістів Р. Аллена, Дж. Гікса, Хауттакера, Дебре, Ерроу та інших.

## Праці
- С.: Кн.: «Сущность кооперации и ее формы». К. 1912;
- «Сэр Вильям Петти». К. 1914;
- «К вопросу о законе больших чисел». К. 1925;
- «Избранные труды: теория вероятности и математическая статистика». М. 1960.
- Ст. про С.: Allen R. G. D. The Work of Eugen Slutsky. Econometrica, ч. 3. 1950;
- Четвериков Н. С. Жизнь и научная деятельность Е. Е. Слуцкого. Ученые записки по статистике АН СССР, т. 5. М. 1959.